# Kristina Appelqvist
Kristina Appelqvist, folkbokförd Kristina Elisabet Fridefors Apelqvist, ogift Fridefors, född 17 september 1968 i Skarstads församling i dåvarande Skaraborgs län, är en svensk deckarförfattare som debuterade hösten 2009 med Den svarta löparen. 
Kristina Appelqvist är journalist men har arbetat i drygt tio år på Högskolan i Skövde, bland annat som kommunikationschef och presschef. Appelqvist är bosatt i Lerdala strax utanför Skövde.
Den svarta löparen är en pusseldeckare som utspelar sig i Skövde och Varnhem med omnejd och den är också första delen i en serie kriminalromaner om rektor Emma Lundgren och kriminalkommissarien Filip Alexandersson. I och med boken Minns mig som en ängel övergår serien till att i stället ha litteraturvetaren Helena Waller som huvudperson i samma miljö som de tidigare böckerna. I boken Den fjärde pakten hjälps Emma Lundgren och Helena Waller åt att lösa problem.